# Яків Баш
Я́ків Баш (літературний псевдонім Якова Васильовича Башмака; нар. 8 серпня 1908, Милове — пом. 14 березня 1986, Київ) — український радянський письменник; член Спілки радянських письменників України (з 1937 року).

## Біографія
Народився 26 липня [8 серпня] 1908 року в селі Миловому (нині Бериславський район Херсонської області, Україна) в бідній селянській сім'ї. 1919 року закінчив початкову школу і став працювати. До 1928 року працював у сільському господарстві на Херсонщині. З ранніх років брав участь у культурно-просвітницькій роботі на селі. У 16-ти річному віці став робсількором газети «Радянське село» та інших газет. Тоді ж розпочав писати вірші і оповідання.
Протягом 1928—1932 років працював на будівництві Дніпрогесу, спочатку теслярем-опалубником, бригадиром теслярів, а з 1931 року літературним співробітником газети «Пролетар Дніпробуду». 1930 року вступив до комсомолу, 1938 року — до ВКП(б).
У жовтні 1932 року був премійований путівкою на навчання з спеціальною стипендією імені Дніпробуду і став навчатися на філологічному факультеті у Харківському державному університеті. Одночасно з навчанням завідував Кабінетом молодого автора при клубі літераторів імені Василя Блакитного, був директором цього клубу, а згодом редактором університетської багатотиражки. З 1935 року навчався у Київському університеті, який закінчив 1937 року, а у 1940 році — аспірантуру при ньому.
З кінця 1940 року по вересень 1941 року працював помічником заступника голови Ради народних комісарів УРСР. З жовтня 1942 року знаходився у лавах Червоної армії. Спочатку працював у оперативній групі Військової Ради Південного фронту, Центральному, а потім Українському штабах партизанського руху. Неодноразово літав у партизанські загони Сидора Ковпака, Олександра Сабурова, Михайла Наумова.
Упродовж 1944—1946 років очолював видавництво «Радянський письменник». З листопада 1946 по жовтень 1947 року — відповідальний секретар Президії Спілки радянських письменників України, пізніше обіймав посаду секретаря партійної організації Спілки радянських письменників України (на 1952—1953) та Київської організації Спілки письменників України.
Помер у Києві 14 березня 1986 року.

## Творчість
Перше оповідання «Криця» надруковано в журналі «Огонёк» у 1931 році. Автор книг:
- «Доба горить» (1931, нариси);
- «Дні наступу» (1933, збірка оповідань);
- «Сила» (1934, повість; переробилена у роман і видана у 1940 році під назвою «Береги в огнях», у 1941 році — під назвою «На берегах Славути»; розширений її варіант — роман «Гарячі почуття» вийнов у 1947 році);
- «Професор Буйко» (1945, повість про Героя Радянського Союзу професора Петра Буйка)
- «На землі нашій» (1957, оповідання);
- «Надія» (роман-дилогія: «Надія», 1960 і «На крутій дорозі», 1967);
- «Біля вогнища» (1962, цикл оповідань);
- «Заграва над річкою Ірпінь» (1980, роман).

Написав також кілька п'єс:
- «Професор Буйко» (1949);
- «Дніпрові зорі» (1951, драма присвячена будівникам Дніпрогесу);
- «У кожного своя ціль» (1958, комедія).

Автор сценарію фільму «Київ» (1950, у співавторстві з Михайлом Стельмахом, Іваном Кочергою).
Окремі твори письменника перекладено російською, болгарською, словенською та іншими мовами.

## Нагороди
- орден Жовтневої Революції (07.08.1978)
- два ордени Вітчизняної війни І ст. (08.05.1945)
- орден Вітчизняної війни ІІ ст. (11.03.1985)
- два ордени Трудового Червоного Прапора (24.11.1960; 28.10.1967)
- орден «Знак Пошани» (22.09.1958)
- медаль «Партизанові Вітчизняної війни» І ст. (1944)[2]
- медалі
- Почесний громадянин міста Запоріжжя (рішення Запорізької міської ради № 393 від 4 вересня 1970 року)[2];
- Республіканська премія ЛКСМУ імені Миколи Островського (1970; за повість «Професор Буйко», романи «Надія» і «На крутій дорозі»).

## Інше
В журналі «Перець» № 15 за 1983 рік розміщено дружній шарж Анатолія Арутюнянца, присвячений 75-річчю митця.